# José Luis Mena Barreto
José Luis Mena Barreto (Porto Alegre, 1817 - Porto Alegre, 1879) fue un mariscal del ejército del Imperio del Brasil que sirvió en la Guerra de la Triple Alianza.

## Biografía
José Luis Mena Barreto nació en Porto Alegre, Río Grande del Sur, el 24 de octubre de 1817, en el seno de una tradicional familia de ese estado. Era hijo del militar de la guerra del Brasil José Luis Mena Barreto (1796-1825) y de Ana Emília de Sampaio (1804-1872).
En 1864 era general de división del ejército brasileño, sirviendo en Río Grande del Sur. Fue comandante de las fuerzas terrestres brasileñas que invadieron el Uruguay y sitiaron la ciudad de Paysandú antecedente de la guerra del Paraguay (1864-1870) en la cual luchó, participando entre otras en las batallas de Ytororó (1868) y de Tuyutí (1866). El 6 de diciembre de 1868 reemplazó como comandante del II Cuerpo de Ejército al general Alejandro Gomes de Argolo Ferrão. Por orden del día del 29 de enero de 1869 fue nombrado miembro de la Junta Militar de Justicia, lo que constituía una función secundaria para un combatiente.
Casóse con su prima Rita de Cássia de Oliveira Mello Mena Barreto, hija de Firmino Herculano Mena Barreto y de Maria Luísa de Oliveira Morais, con quien tuvo un hijo, João de Deus Mena Barreto, general y uno de los líderes de la junta que gobernó el país en 1930, y cuatro hijas.
Falleció en su ciudad natal el 10 de octubre de 1879 a la edad de 61 años.
Fue caballero de la Imperial Orden de Avis, comendador de la Imperial Orden de la Rosa y acreedor de la medalla del ejército de la República Oriental del Uruguay (cinta verde).